# Taquito militar
"Taquito militar" es un tema instrumental en estilo de milonga compuesto por el músico argentino Mariano Mores. Fue lanzada como disco simple (78 RPM) en 1952, primer disco grabado por Mariano Mores con orquesta propia. El tema formó parte de la banda de sonido de La voz de mi ciudad, película de 1953 dirigida por Tulio Demicheli en la que Mariano Mores representó el papel protagónico. 
Fue estrenada en 1952 durante el gobierno del Presidente Juan D. Perón, generando una fuerte controversia política y cultural entre visiones diferentes de los conceptos de música "culta" y música "popular", así como sobre el vínculos entre ambas "culturas".
Es uno de los "cien tangos fundamentales" incluidos en el libro del mismo nombre de Oscar del Priore e Irene Amuchástegui. Por votación popular realizada en el año 2000 el tema fue elegido como "Mejor Milonga del Siglo".

## Contexto

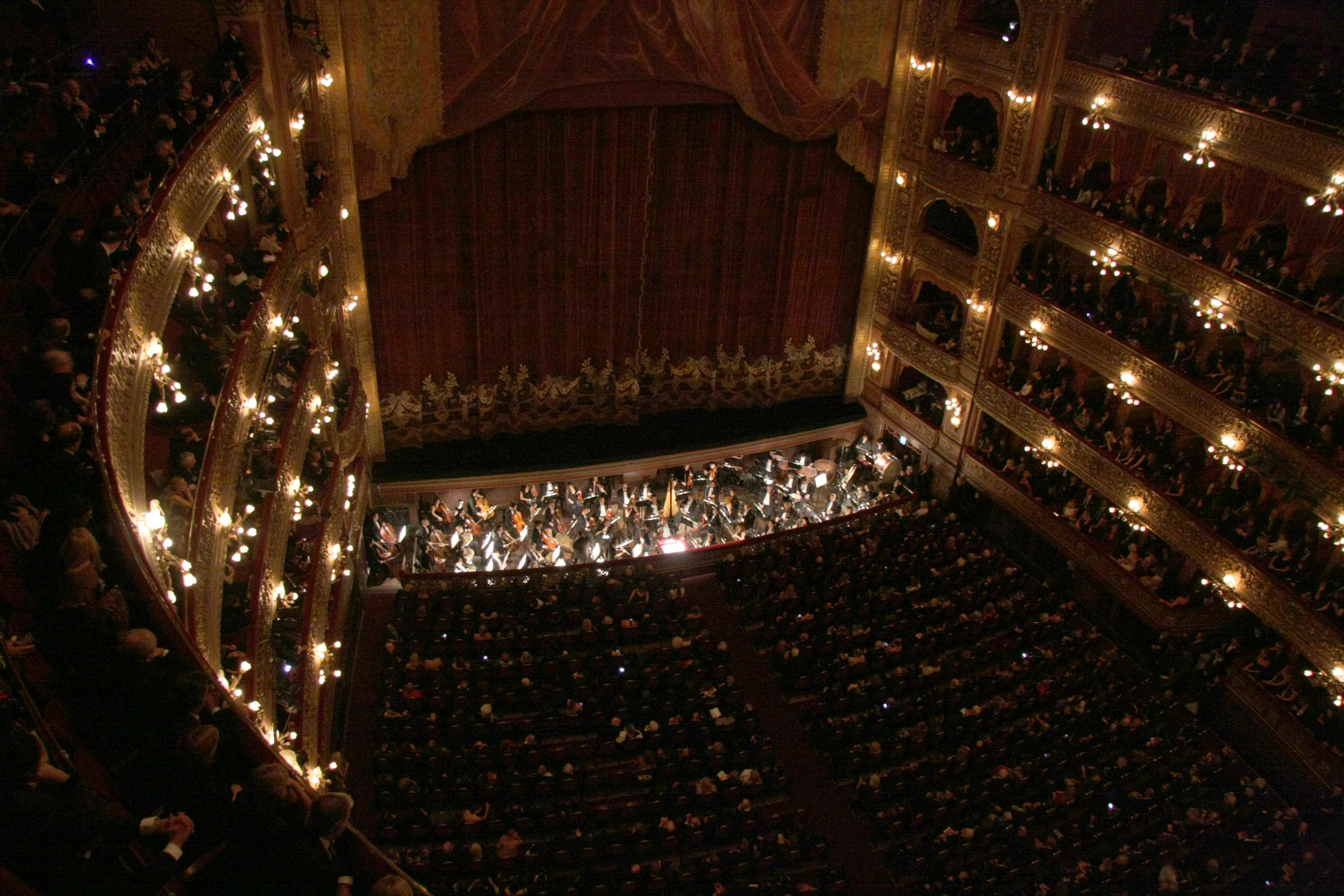
Mariano Mores fue la figura principal, durante el peronismo, de la apertura del Teatro Colón a la música popular. Su milonga "Taquito militar", estrenada en el Colón en 1952, quedó como emblema del vínculo entre música popular y música "culta".

En 1948 Mariano Mores se separó de la Orquesta de Francisco Canaro, de la que había formado parte desde 1938. Mores tenía el proyecto personal de desarrollar un tango sinfónico, que combinara elementos de la música clásica y la música popular. Ese proyecto personal coincidió con la política del Presidente Juan D. Perón, de cuyo gobierno Mores era simpatizante, que buscaba democratizar la cultura, entre otras medidas por medio del acercamiento entre la música popular y la llamada música "culta".
En ese contexto el gobierno peronista tomó la decisión de abrir el Teatro Colón a músicos y espectáculos de alto nivel calificados como música popular. Hasta ese momento el Colón había estado reservado exclusivamente para realizar espectáculos de música "culta" y estaba asociado simbólicamente como un espacio cultural de la clase alta. Investigadores como José Pablo Feinmann y Ricardo Horvath destacan el papel jugado por Mariano Mores en la política de apertura del Teatro Colón al tango:

Lo del Teatro Colón no tiene desperdicio. Se sabe que los conchetos de este país (personajes pasionalmente aliados al ridículo) no dicen “ir al Colón” sino “ir a Colón”. Bien, ahora tenían que “ir a Colón” a escuchar, no a Beniamino Gigli o a Toscanini, sino a “Marianito” Mores. Que, como era muy jovencito, no era aún “Mariano”. Desde luego, no iban. Que fuera la grasada, ellos no se iban a mezclar con esa gente. Pero, con Perón, Marianito Mores mete su orquesta sinfónica de tango en el Primer Coliseo.
José Pablo Feinmann

"Taquito militar" fue el tema que simbolizó aquel proyecto de fusión de "lo culto" con lo popular, hecho que lo incluyó en lo que Horvath ha llamado "tangos malditos", por haber sido objeto de persecución política. El tema sería estrenado en el Teatro Colón y dedicado al Ministro de Guerra general Franklin Lucero.
En 1955 el gobierno Perón había pensado en crear otra Orquesta Sinfónica Nacional para interpretar música popular, cuyo director iba a ser el propio Mores, pero su derrocamiento frustró aquellos planes:

Vino el General Perón a ver el espectáculo. Le gustó mucho y allí nació la idea que esa orquesta (la Orquesta Sinfónica Nacional) tocara en Europa con dos directores, uno de música clásica y otro de música popular, ese iba a ser yo. Fue la primera vez que vino a verme un presidente. Fue el 14 de abril de 1955, la revolución frustró aquel proyecto.
Mariano Mores

Luego del golpe de Estado de 1955 el tango perdió rápidamente popularidad, sobre todo entre la juventud, a la vez que el Estado se desentendió de toda política de promoción de la cultura popular, dejando librada la cultura básicamente a las decisiones de las principales empresas internacionales. En ese nuevo contexto Mariano Mores se dedicó exclusivamente a desarrollar su carrera sin relación con las políticas culturales del Estado.

## Antecedentes
Mores ha dicho que "Taquito militar" surgió embrionariamente en 1950, durante una improvisación durante un recital realizado en el Ministerio de Guerra a partir de una melodía que él ya tenía en mente. 

Discépolo, Tania y yo, con mi Orquesta de Cámara del Tango, con la que recién comenzaba, habíamos sido invitados a un acto en el ministerio (de Guerra), con la presencia del General Perón. Al terminar mi actuación se acercó un señor a quien no conocía, para pedirme que tocáramos algo más. Como solo quedábamos en el salón dos de los músicos, Pepe Corriale y Ubaldo De Lío, improvisamos los tres un tema. Al final el mismo señor me solicitó una pieza más. Entonces me puse a improvisar sobre un motivo de milonga que tenía en mente: en esa improvisación se fue desarrollando "Taquito militar". Fue tal el entusiasmo de este señor -de quien después supe que era el General Franklin Lucero, ministro de Guerra-, que tuvimos que repetirla tres veces esa misma noche. Después, plasmé la forma definitiva y pasó el tiempo.
Mariano Mores

Por esta razón el tango sería dedicado al general Franklin Lucero.

## Título
El título "taquito militar" tiene relación con el tipo de calzado característico del varón bailarín de tango. El zapato de tango deriva de la bota militar de media caña, que fue recortada y usada popularmente como calzado de calle. Los milongueros y compadritos encontraron que el zapato con taquito militar era muy cómodo para bailar, porque quedaban naturalmente empinados, pudiendo así girar fácilmente y taconear al compás.
León Benarós, en un artículo titulado "Cómo vestía el compadrito porteño", dice:

Usó zapatos puntiagudos y de taquito militar, algunas veces con elástico, en forma de bota corta. Dicen que 'Boina Colorada', el famoso comisiario, echó abajo muchas melenas bravías y no pocas tapas de esos taquitos compadres.
León Benarós

Mariano Mores, al describir el tema, dice que los cuatro golpes que caracterizan la melodía inicial, corresponden a los golpes que los varones daban antiguamente con los tacos de sus zapatos al salir a bailar.

## El tema
Mariano Mores describe su propio tema con estas palabras:

La introducción, nacida de un arpegio que concebí en el piano, describe musicalmente la corridita del bailarín que va a buscar a su pareja -incluido los clásicos golpes de taco de los tangos antiguos- y el encuentro con la compañera. Es una especie de coloquio que da pie al tema principal. Después, el tema en si es un poco afroide, hecho sobre candombe y con un canto sincopado.
Mariano Mores

## Difusión
El tema fue compuesto para la película La voz de mi ciudad, dirigida por Tulio Demicheli, estrenada el 15 de enero de 1953. Antes la había estrenado en vivo en el Teatro Colón y grabado como lado B del primer disco grabado por Mariano Mores con orquesta propia, bajo el sello IFMA. 
Ese mismo año de 1953 la Orquesta Francini-Pontier la grabó en sencillo para RCA y se convirtió en un gran éxito. Al año siguiente, en 1954, la grabó la Orquesta de Aníbal Troilo y el Quinteto Pirincho de Francisco Canaro y el propio Mariano Mores la incluyó en su primer álbum larga duración, Un argentino en París.
Desde entonces el tema alcanzó una difusión universal, casi comparable a "Uno" y "Adiós Pampa mía", los dos tangos más difundidos de Mores que a su vez se encuentran entre los temas más difundidos de la historia del tango. Precisamente esos tres tangos son los que Oscar del Priore e Irene Amuchástegui incluyen en su libro Cien tangos fundamentales.

## Versiones

### Las dos originales
La versión original es la que Mariano Mores realizó en la película La voz de mi ciudad. En esta versión el personaje que interpreta Mores improvisa el tema junto a otros estudiantes del conservatorio en que estudia a partir de una melodía que él ya tenía en mente. La situación tiene algo de biográfica, en el sentido de que se trata de un tema que nació de una improvisación. El tema está interpretado con piano, bandoneón, clarinete, tres violines, percusión y arpa, una orquestación muy inusual en el tango de aquella época.
La versión de la Orquesta de Francini-Pontier es muy similar, pero algo más candombeada. Tiene algunos arreglos propios, menos presencia del piano y fuerte presencia de los violines y los bandoneones, sin la variación de timbres y los diálogos que le aportan el clarinete y el arpa a la versión de Mores.

### Otras versiones
Entre las muchas versiones que Mariano Mores realizó de su milonga se encuentra la que realizó con una gran orquesta a los 88 años en el Teatro Colón el 24 de agosto de 2006, durante el espectáculo final de la grabación del álbum Café de los maestros y la película del mismo nombre. En 2012, durante los conciertos realizados en la gira de despedida que realizó en oportunidad de su 94.º cumpleaños, combinó la milonga con "Tico, tico no fubá", tradicional tema brasileño de Zequinha de Abreu.
Tanto Francini como Pontier volvieron a realizar versiones de "Taquito militar" luego de separarse: Pontier lo hizo con su orquesta y Francini, con el Quinteto Real y otra con Héctor Stamponi en el conjunto que llamaron Los Violines de Oro. Otras versiones fueron realizadas también por el dúo Salgán-De Lío, el Quinteto Pirincho de Canaro, el Sexteto Mayor, José Colángelo, Los Indios Tacunau, el trío Vitale-Baraj-González, el Zinger Septet, Hugo Díaz en una notable versión en armónica y Cacho Tirao, en solo de guitarra en una virtuosa ejecución. Buenos Aires 8 hizo una versión a capella.
Fuera de Argentina fue versionada en ritmo tropical por Héctor y su Jazz y por Ray Nolan, por el acordeonista brasileño Renato Borghetti, el charanguista chileno Freddy Torrealba, el conjunto boliviano Savia Andina. 
El tema fue seleccionado para cerrar la primera parte del famoso espectáculo musical-coreográfico Tango Argentino de Claudio Segovia. En su versión en Broadway fue bailado por Juan Carlos Copes, María Nieves, Nélida y Nelson y Los Dinzel, en tanto la interpretación musical la realizó la Orquesta de Osvaldo Berlingeri.
Los Hermanos Macana tienen también una bella y graciosa versión bailada de la milonga. Entre las versiones cantadas se destaca la de Estela Raval. El 24 de enero de 2015 el artista plástico Cai Guo-Qiang realizó una interpretación con fuegos artificiales de "Taquito militar".
El trío Midachi realizó un sketch cómico titulado "Taquito militar" en el que el guitarrista se olvida de ponerle las cuerdas a la guitarra y se ve obligado a realizar toda su parte en el tema mediante sonidos onomatopéyicos.